# Mindaugas Griškonis
Mindaugas Griškonis (* 17. ledna 1986 Vilnius) je bývalý litevský veslař. Je vysoký 189 cm a veslování se věnuje od roku 1999. Začínal na párové čtyřce, ovšem největších úspěchů dosáhl na skifu a dvojskifu.
Na mistrovství světa ve veslování do 23 let 2007 obsadil v závodě skifařů druhé místo, které o rok později obhájil. Čtyřikrát reprezentoval Litvu na olympiádě. V letech 2008 i 2012 byl v individuální soutěži osmý a v roce 2016 získal se Sauliem Ritterem stříbrnou medaili na dvojskifu. Na LOH 2020 startoval znovu na skifu a postoupil do finále A, v němž dojel na šestém místě. 
Na seniorském světovém šampionátu získal bronz v letech 2015 a 2018. Třikrát se stal mistrem Evropy ve skifu (2009, 2011 a 2012). V roce 2013 vyhrál Univerziádu. Je absolventem Vilinuské pedagogické univerzity. Byl zvolen litevským sportovcem roku 2021. Vytvořil také národní rekord v halovém veslování. 
V roce 2024 oznámil ukončení sportovní kariéry ze zdravotních důvodů a stal se generálním tajemníkem Litevského národního olympijského výboru. Je také majitelem logistické firmy Mingas.